# Янтарь
Янта́рь (сукцинит; ископаемая смола) — минералоид, окаменевшая ископаемая древесная смола, затвердевшая живица древнейших хвойных деревьев позднего мела и палеогена.
Изучается геологами, палеонтологами и геохимиками. Используется в основном для изготовления ювелирных и галантерейных изделий, бижутерии.

## Этимология
Традиционно предполагается, что слово «янтарь» происходит из литовского языка (от лит. gintaras). В русском языке это слово впервые зафиксировано в документе 1551 года в написании «ентарь», в дальнейшем оно трансформировалось в современную форму «янтарь». Однако, как отмечал лингвист О. Н. Трубачёв, литовское название этого поделочного камня (лит. gintaras), как впрочем и латышское (латыш. dzintars), не имеют удовлетворительной этимологии из балтийских языков (кроме того, в литовском языке ранее отмечались следующие варианты слова gintaras — gentaras и, возможно, jentaras, а в латышском — такие старые формы современного слова dzintars, как dzītars и zītars). По мнению О. Н. Трубачёва, литовское слово gintaras само более походит на заимствованное.
Французское название янтаря (ambre) было заимствовано из арабского языка (ʿanbar عنبر). Арабы считали камень затвердевшей росой, упавшей с неба. После превращения в amber слово вошло во многие современные романские и германские языки. В Германии янтарь назвали нем. Bernstein — от нем. Brennenstein («горючий камень»): он легко воспламеняется и горит красивым пламенем, издавая при этом аромат. Средненижненемецкое название распространилось также в Польше (пол. bursztyn), от которого, в свою очередь, произошли белорусское и украинское название янтаря — соответственно, бурштын и бурштин. При этом украинское слово янтар (как синоним слова бурштин), чешское jantar, сербохорватское jantar и словенское jantar заимствованы уже из русского языка.
Греки называли янтарь электрон (др.-греч. ἤλεκτρον) — по имени звезды Электра из семьи Плеяд в созвездии Тельца. У древних греков янтарь вызывал особый интерес своей способностью электризации. Собственно, от греческого названия — электрон (ἤλεκτρον) — и происходит слово «электричество». В Древней Руси янтарь также назывался илектр или илектрон (от др.-греч. ἤλεκτρον, «янтарь»). Согласно одному из предположений, именно янтарь подразумевается под мифическим камнем «алатырь», упоминаемом в русском фольклоре.
Янтарь имеет много поэтических названий — «слёзы моря», «дар солнца» и т. д.

## Происхождение
В полярных морях он искал золотистый янтарь,

В морях полуденных жемчужины лавливал встарь.
Янтарь — разновидность яркой, золотистой ископаемой смолы. Почти не обрабатывается ювелирами.
В античное время Аристотель, а вслед за ним Теофраст и Плиний Старший, предполагали, что образование этого камня связано со смолой хвойных деревьев.
В XVIII веке шведский естествоиспытатель Карл Линней и русский учёный Михаил Ломоносов научно доказали, что янтарь действительно происходит от смолы древних хвойных деревьев. Новые аргументы в пользу органического происхождения янтаря М. В. Ломоносов привёл в своих трудах «Первые основания горной науки» и «Слово о рождении металлов от трясения земли».
Научное описание, происхождение и классификацию янтаря (янтарь белый, янтарь жёлтый) дал в 1807 году академик Василий Севергин в книге «Подробный словарь минералогический».

## Основные свойства

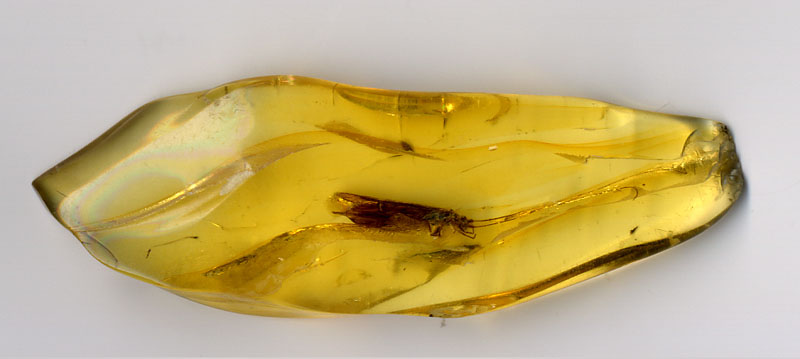
Янтарь с насекомым внутри (инклюз)

Янтарь не образует кристаллы, это аморфный каркасный полимер. Легко полируется. Двупреломление, дисперсия, плеохроизм отсутствуют.
Спектр поглощения не поддаётся интерпретации. Люминесценция голубовато-белая до жёлто-зелёной, у бирмита — голубая. Электризуется при трении (отрицательный заряд).
Горюч — загорается от пламени спички. На открытом воздухе активно окисляется (стареет), что со временем приводит к изменению химического состава, цвета, повышенной хрупкости.

## Разновидности

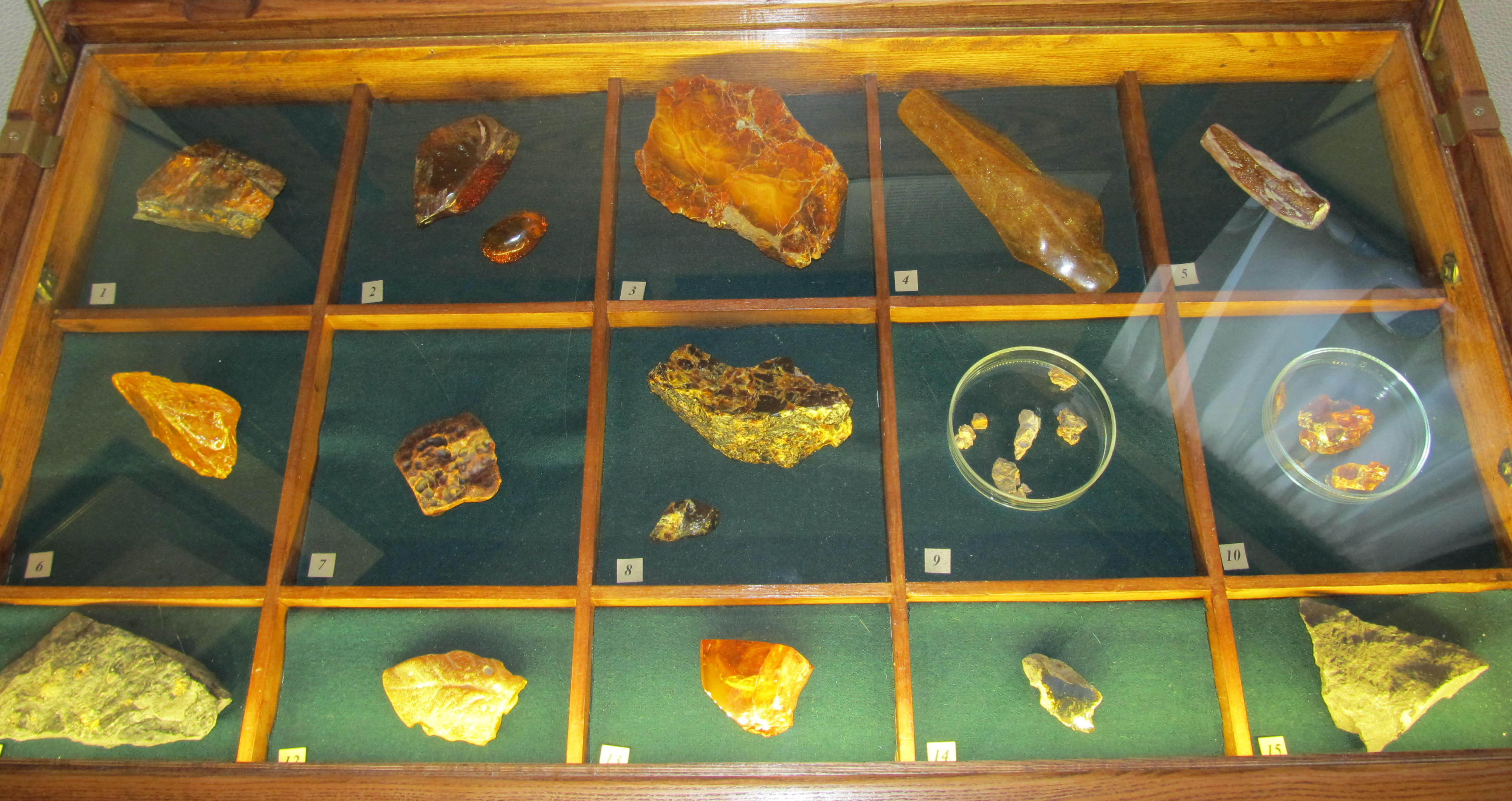
Образцы янтаря из Музея Мирового океана на научно-исследовательском судне «Витязь» в «янтарной» каюте:
№ 1. Копал. Фиджи, 11,7 млн лет.
№ 2. Янтарь доминиканский с инклюзом, 56—23 млн лет.
№ 3. Янтарь. Япония, 50—40 млн лет.
№ 4. Копал с инклюзом. 2,6 млн лет.
№ 5. Копал. Кения, 11,7 млн лет.
№ 6. Янтарь. Ливан, 135—130 млн лет.
№ 7. Янтарь. Украина, 45—42 млн лет.
№ 8. Янтарь. Борнео, 20—10 млн лет.
№ 9. Янтарь в россыпи. Германия, 56 млн лет.
№ 10. Янтарь. Иордания, 145—100 млн лет.
№ 11. Янтарь. Швейцария, 50 млн лет.
№ 12. Янтарь с отпечатком листа высшего растения (Angiospermae).
№ 13. Янтарь с инклюзом (гусеница). 40 млн лет.
№ 14. Янтарь доминиканский. 34 млн лет.
№ 15. Янтарь во вмещающей породе. Шпицберген, 56 млн лет.

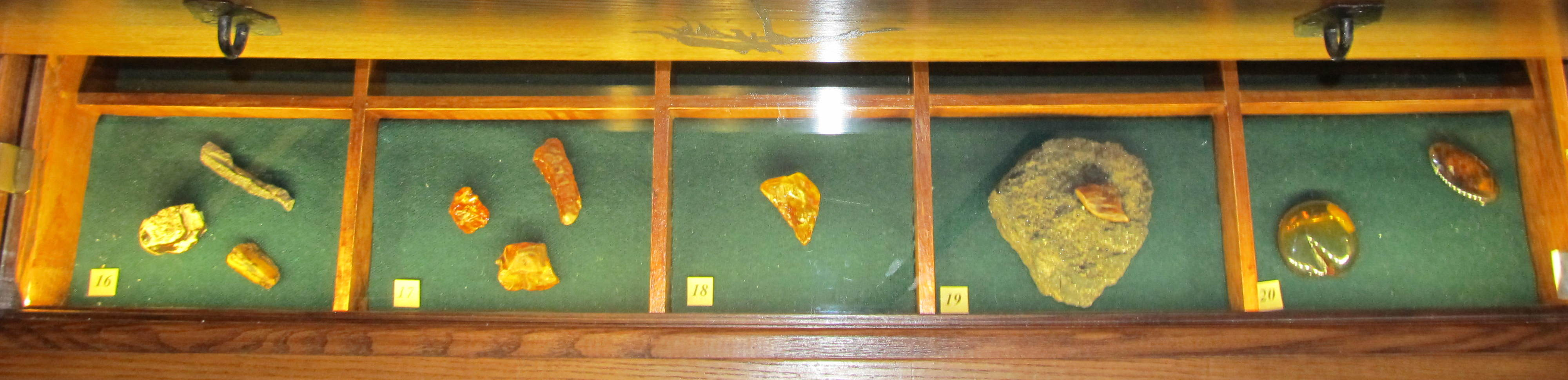
Продолжение:
№ 16. Янтарь. Арканзас, 40 млн лет.
№ 17. Янтарь в россыпи. Африка, 56 млн лет.
№ 18. Копал. Мадагаскар, 11,7 млн лет.
№ 19. Янтарь саксонский. 56—23 млн лет.
№ 20. Янтарь. Мексика, 34—23 млн лет.

Различают ископаемые и полуископаемые смолы .
Свойства этих видов определяются, прежде всего, условиями и временем их залегания. Ископаемая смола сукцинит (лат. succinum — досл. смола — от названия сосны лат. Pinus succinifera, произраставшей на земле 30 миллионов лет до н. э. в эпоху эоцена) — наиболее известный и характерный из видов ископаемых смол, именуемых янтарями в узком смысле слова (составляющий 98 % всего балтийского янтаря).
Одним из существенных критериев различия, важным для технической квалификации, является число хрупкости ископаемой смолы. Оно определяется с помощью микротвердометра, исчисляется в граммах и варьируется от величин, превышающих 200 г (в случае вязких смол типа сукцинита), до величин порядка 20—50 г — в случае хрупких смол типа геданита.
Янтарь характеризует также степень прозрачности, связанная с неодинаковой концентрацией в его теле микроскопических пустот. По этому признаку янтарь может называться:
- «прозрачный» — без пустот, высшего качества,
- «облачный» — полупрозрачный, с густотой полостей 600/мм²,
- «бастард» — непрозрачный, с густотой полостей 2500/мм²,
- «костяной» — непрозрачный, напоминающий по цвету слоновую кость, с густотой полостей 900 000/мм²,
- «пенистый» — непрозрачный, напоминающий внешне морскую пену, с разнообразными полостями от мельчайших до весьма крупных, в несколько миллиметров[18].

Янтарь различают и по цвету: оттенков янтаря ничуть не меньше, чем цветов в спектре света.
Специалисты по янтарю насчитывают около 350 оттенков. Есть уникальные находки, в которых встречаются чуть ли не все цвета радуги.
- Почти чёрного цвета, тёмно-бурый.
- Цвета густого чая с вишнёвым оттенком. Очень ценятся.
- Красный.
- Оранжевый.
- Жёлтый, медово-жёлтый.
- Золотистый, с отблесками солнечных лучей.
- Зелёный, изумрудно-зелёный. Добывают в Сицилии, Доминиканской республике.
- Синий. Янтарь этого цвета очень редкий, встречается в некоторых образцах из Сицилии, Доминиканской республики, Индонезии. Он более твёрдый, чем остальные виды янтаря, труден в обработке, и стоимость его очень высокая.
- Фиолетовый (Сицилия).
- Белый[19].

Причиной такого разнообразия обычно становится присутствие в теле янтаря посторонних по отношению к смоле веществ и минералов света. Например, пирит или водоросли придают янтарю зеленоватый оттенок. Некоторые минералы могут даже обеспечить янтарю особый серебристый отлив.
Голый янтарь — это свежий, невыветренный самородок, первоначальный цвет которого ещё не изменился, либо камень, потемневший, имеющий красноватый поверхностный слой, который естественным образом был отшлифован морским песком в процессе волнения моря.
Согласно прочим характеристикам иногда выделяют «вскрышной янтарь» — залегает в пластах более поздних, чем типично несущий слой, образцы отличаются толстой коркой выветривания; «гнилой янтарь» — разновидность, являющаяся как бы переходной от сукцинита к геданиту (гедано-сукцинит), иногда «гнилым янтарём» ошибочно называют геданит; «незрелый янтарь» — иначе крантцит.
В янтаре нередко находят включения, так называемые инклюзы — частицы флоры и фауны, чаще всего насекомые, прилипшие к капле смолы, которые затем покрывались новыми порциями смолы, что обеспечивало хорошую сохранность мельчайших деталей. Согласно российскому законодательству, инклюзы размером более 10 мм позволяют отнести камень к драгоценным.

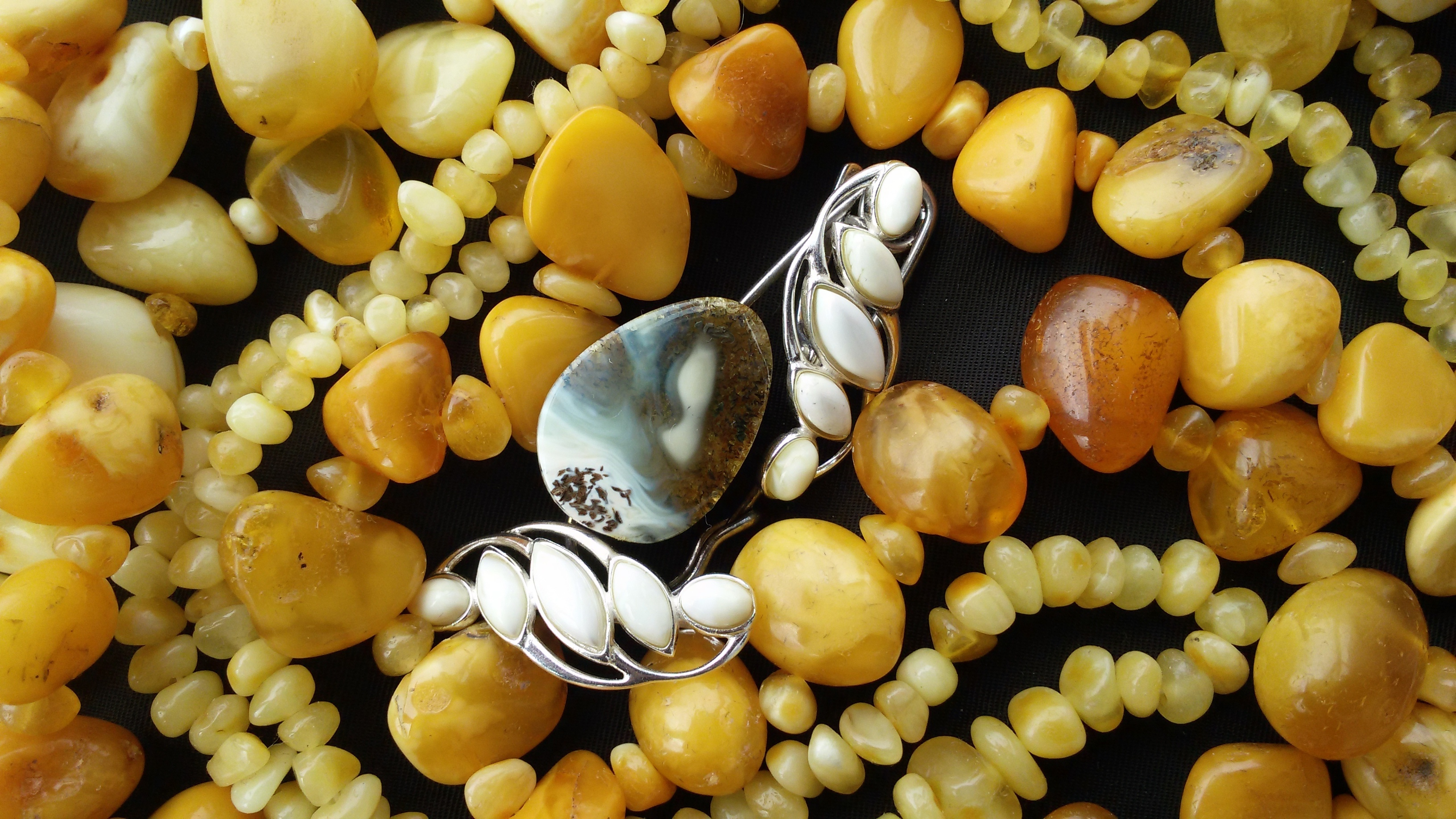
Фотостарение янтаря. Пейзажный янтарь
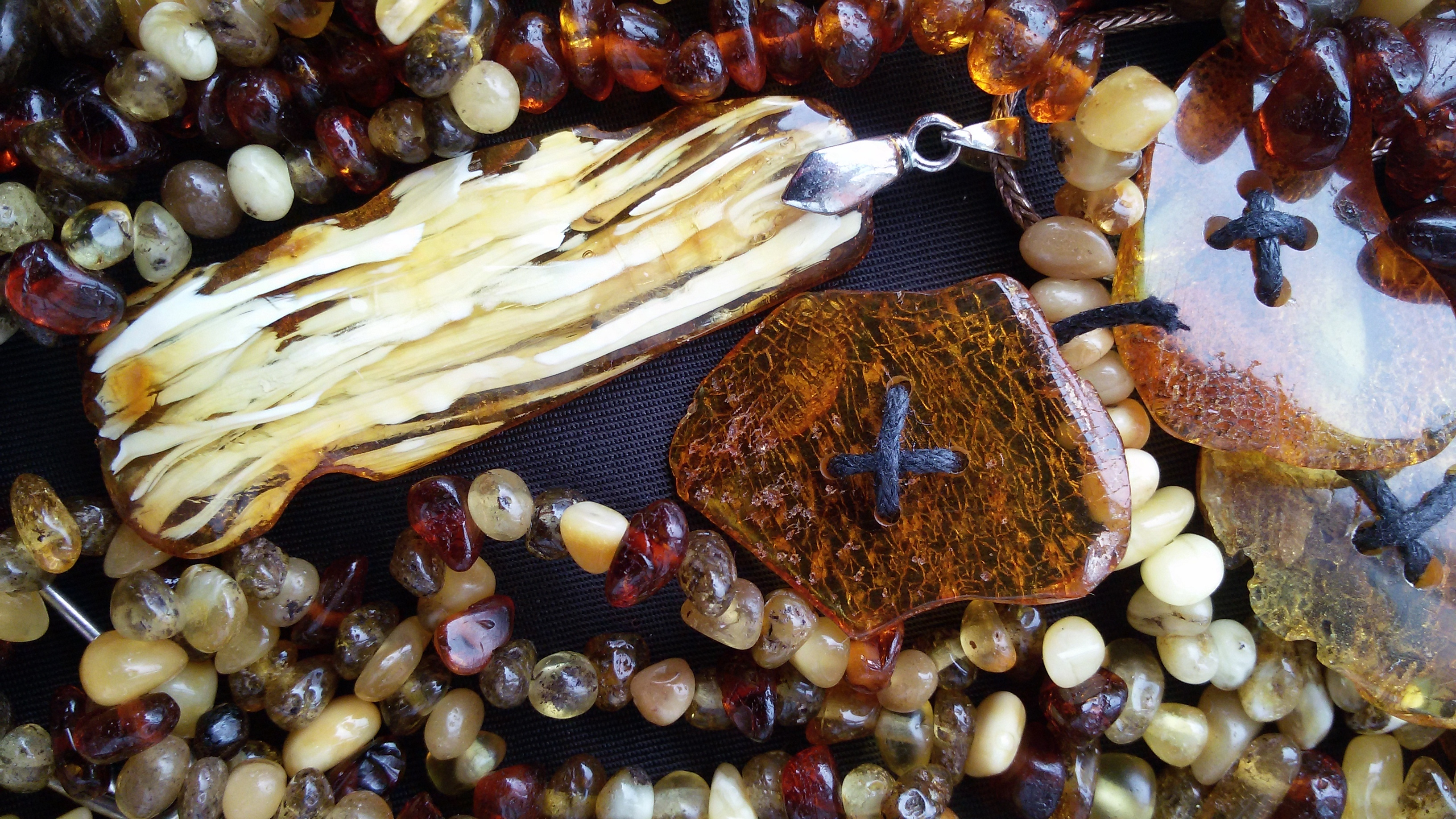
Янтарь балтийский — «Волосы Венеры»
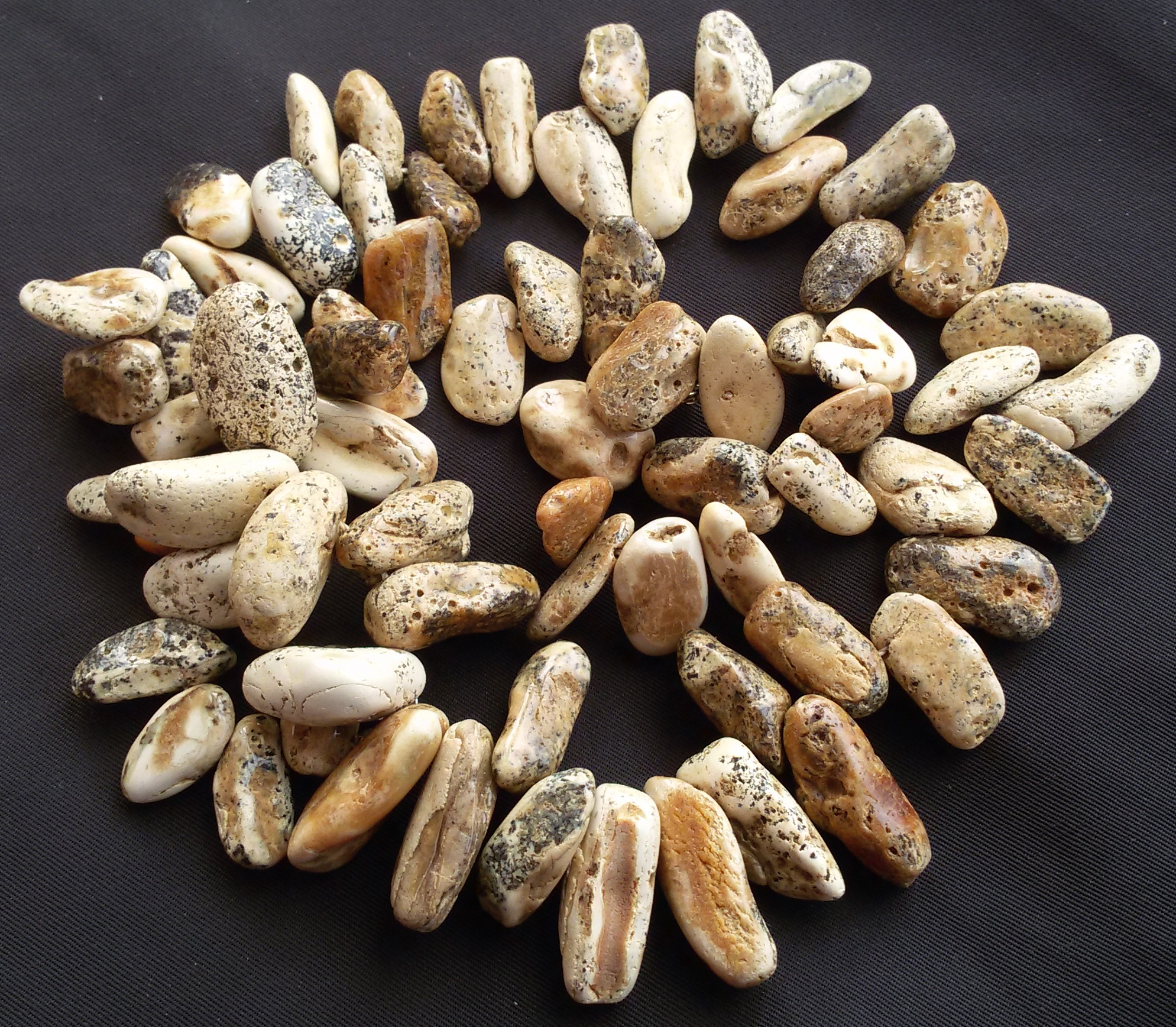
Янтарь балтийский — «Перепелиное яйцо»
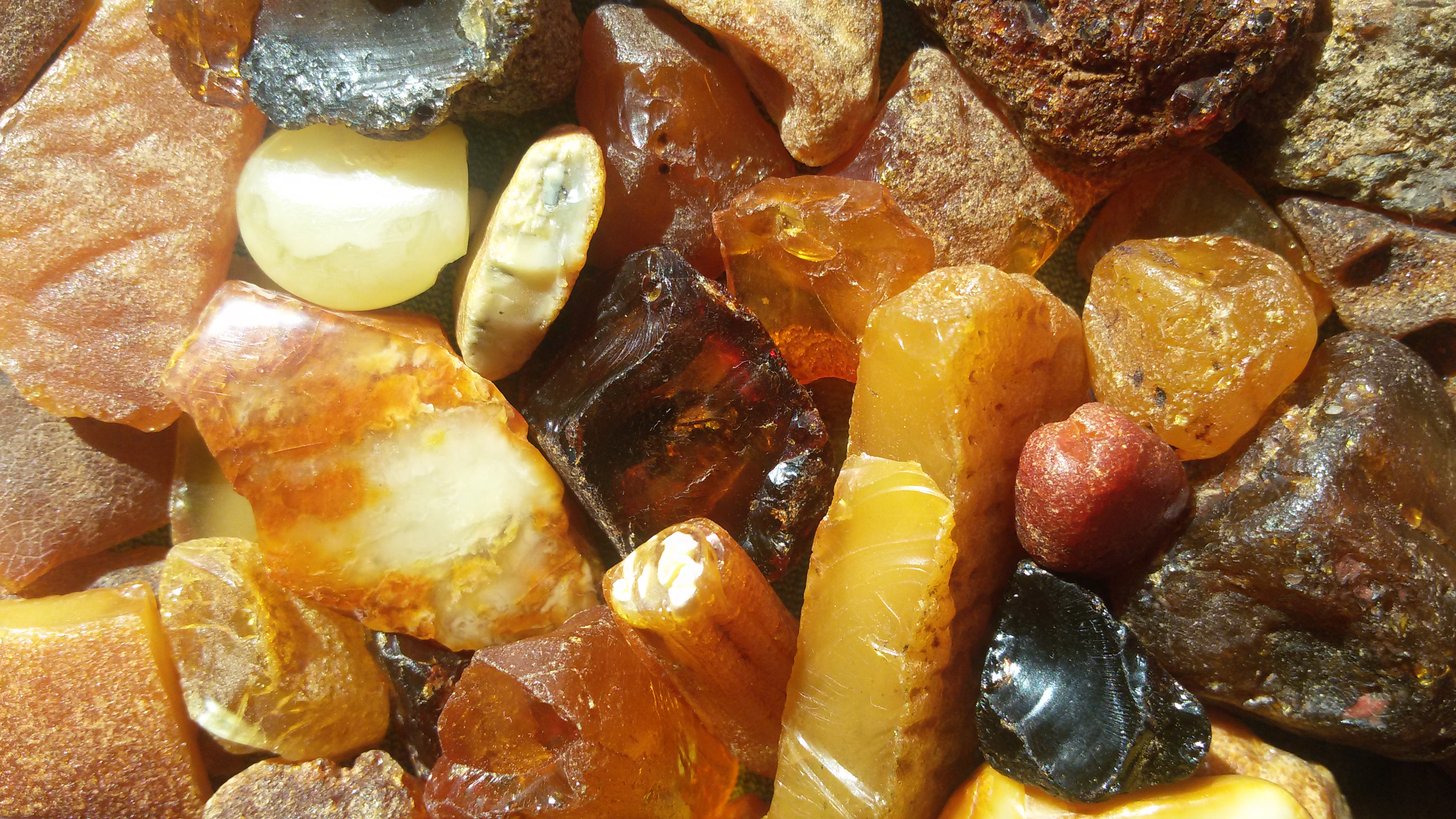
Фотостарение янтаря — переход цвета в одном камне от белого до коричневого

### Классы ископаемых смол
Краткая классификация основных групп ископаемых смол основана на архитектуре углеродного скелета макромолекулярной структуры смолы.
- Класс I — балтийский янтарь (сукцинит), доминиканский янтарь. Основная структура — лабданоидная решётка.
- Класс II — крупные месторождения смол в Индонезии, содержат бициклические сесквитерпеноиды, особенно кадинен и его изомеры.
- Класс III — фенольные смолы с полистирольной структурой. «Натуральный полистирол» — зигбургит (ископаемая смола из месторождения янтаря Гойтше, Саксония, Германия).

## Месторождения

### Исторические
В раннем железном веке снабжавшее до того времени юг Европы янтарное месторождение на полуострове Ютландия (нынешняя Дания) исчерпалось. Древние торговцы «морским самоцветом» стали обращаться к месторождению Янтарного берега.
Плиний Старший в главе 42 «Естественной истории» (написанной после 59 года) упоминает остров Аустеравия, бывший центром янтарных промыслов. Командовавший флотом Германик повелел переименовать его в Glessaria, согласно названию янтаря в латинском языке (лат. glaesum — «стекло, янтарь»). Не сохранилось точных сведений, о каком именно острове шла речь. Немецкие источники конца XIX века предполагали, что это — остров Амеланд. Учитывая характеристику, данную Плинием этой земле, и близость её названия к его этнониму «эстии», можно предположить, что «Аустеравия» — название Самбии. Окружённая морем, заливами и реками, она и позднее (как свидетельствует германский хронист XI века Адам Бременский) считалась островом. Плиний сообщает, что римский отряд, отправившийся из дунайской провинции Рима Паннонии на Янтарный берег (на это указывает упоминание в тексте расстояния между располагавшимися восточнее современного города Вена Карнунтумом и Янтарным берегом в 889 км), посетил «местные торговые пункты и берега». Эти слова указывают на существование к середине I века на Самбии пунктов по добыче и реализации янтаря.

### В мире
Выделяются две главные янтароносные провинции мира:
- Евро-азиатская включает субпровинции:
  - Балтийско-Днепровская (балтийский и ровенский янтарь)
    - Балтийский янтарь — самый распространённый сорт янтаря, встречающийся вдоль берегов значительной части Балтийского моря.
    - Ровенский янтарь — встречается в Ровенской области Украины, примерно такого же возраста, что и балтийский янтарь, и имеет много видов низкого качества.
    - Карпатская

  - Северосибирская (таймырский янтарь)
  - Дальневосточная.
    - Сахалинский янтарь имеет, как правило, сильный рубиново-красный оттенок и маленькие размеры.

  - Сицилийская
  - Бирманская (бирманский янтарь) Бирманский янтарь, известный как бурмит, представляет собой янтарный период мелового периода до 99 млн лет, встречающийся в основном в долине Хукавнг, штат Качин, Мьянма (Бирма). Наиболее распространённый янтарь, содержащий насекомые-включения сеномана.
  - Шри-ланкийский янтарь — встречается на морском побережье в очень небольшом количестве, также называемом индийским янтарем или индийским морским янтарем.
  - Суматранский янтарь. Найденный в Джамби (Индонезия) молодой янтарь, возраст которого составляет 20—30 млн лет. В нём реже встречаются чёткие включения, и очень мало насекомых найдено по сравнению с другими янтарями.
- Американская, включает субпровинции:
  - Североамериканская (доминиканский янтарь) — почти всегда прозрачный, с бо́льшим, чем балтийский янтарь, количеством ископаемых включений. Синий янтарь — редкая цветовая вариация, чаще всего встречается в Доминиканской Республике.
  - Мексиканская (мексиканский янтарь) — встречается в основном в штате Чьяпас в Мексике, примерно в то же время, что и доминиканский янтарь эпохи миоцена, и произведён вымершим мексиканским деревом Hymenaea, родственником протерного дерева Hymenaea, ответственного за производство доминиканского янтаря.
  - Также янтарь находили в Нью-Джерси — на атлантическом побережье Северной Америки, датируется мелом, туроном.

Учитывая сведения античных авторов о том, что янтарь добывали в Индии и Африке, и тот факт, что там известны копалы, внешне похожие на янтарь, С. С. Савкевич считает, что эти районы могут быть включены в янтароносные провинции.
Самые ранние известные представители многих групп насекомых были обнаружены в ливанском янтаре возрастом приблизительно 135 млн лет (ранний мел) .

### Украина
На Украине янтарь представлен самоцветами, добываемыми в так называемом «янтарном треугольнике», который охватывает такие населённые пункты как Сарны, Клесов, Дубровица. Месторождение янтаря на Украине расположено в северно-западной части страны, в пределах Ровенской, Волынской, Житомирской и Киевской области. Его общая площадь — более 200 км², из которых основная часть приходится на Клесовский карьер. Глубина этого прииска — до 50 м, площадь — до 2500 тыс. м².
Все выше перечисленные факторы делают Клесово-Дубровицкое месторождение одним из самых богатых, уникальных и перспективных. Запасы янтарного камня, по оценкам экспертов, составляют более 1,5 тыс. тонн, в то же время, около 95 % добываемого янтаря отличаются высоким качеством, которое даёт возможность использовать ископаемое в производстве ювелирных украшений.

### Россия
В России крупнейшее месторождение янтаря в Калининградской области не имеет себе равных не только по разведанным запасам (около 90 % от мировых), но и по концентрации самоцвета (в среднем 2 кг/м³). Работающий на его базе Янтарный комбинат в посёлке Янтарном добывает в год около 300—500 тонн этого камня (открытым способом в карьерах сильной водяной струёй размывают янтареносную так называемую «голубую землю»).
Куски янтаря весом более 1 кг (по объёму это приблизительно равно 1 дм³) приравниваются к драгоценным камням и не подлежат свободной продаже.
Оборот, ввоз и вывоз за пределы России необработанного янтаря-сырца тоже регулируется законодательством. Входит в учреждённый Правительством России перечень минералов (наряду с нефритом и бериллом), за незаконный оборот которых предусмотрена административная и уголовная ответственность.

### Северная Америка
В Гренландии янтарь был найден на острове Хоре. На Алеутских островах алеуты собирают янтарь на побережье островов Кадьяк, Уналашка и др. На Аляске он встречается на берегу Северного Ледовитого океана в районе порта Уткиагвик.

## История

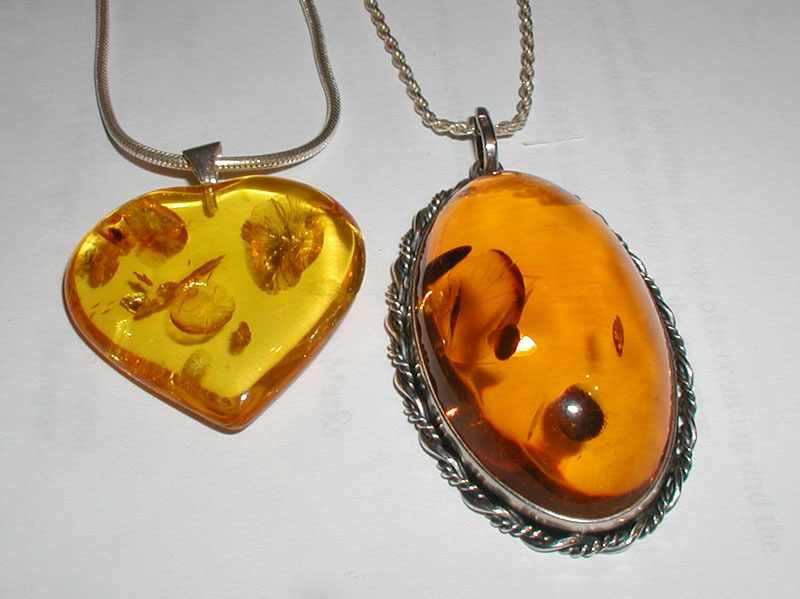
Кулоны из янтаря

Использование человеком янтаря известно с глубокой древности. Установлено, что янтарь был известен верхнепалеолитическому человеку: куски янтаря обнаружены внутри жилища этого времени в Межириче (Днепропетровская область Украины).
Прибалтийский янтарь очень активно разрабатывался в эпоху неолита. На восточном побережье Балтийского моря известны исторические центры добычи и обработки янтаря эпохи неолита: район Куршской косы и Паланги в Литве и Сарнате (лат. Sārnate) в Западной Латвии, а также центр в Лубанской низменности (там находят пуговицы, цилиндрические пронизки, подвески, фигурные украшения, изображения, кольца, прочие типы изделий).
Древние египтяне использовали янтарь как для украшений, так и для мумификации. В Египетском музее Каира хранится корона Тутанхамона (1400—1392 гг. до н. э.) с жёлтым балтийским янтарём, окружённым бриллиантами, изумрудами и рубинами.
Уже в XVI веке до н. э. янтарь являлся ценным предметом обмена и как товар завозился финикийскими торговцами в Вавилонию, а также в области микенской и италийской культур. Центром торговли янтарём тогда была Аквилея. В VI в. до н. э. янтарь с берегов Северного моря уже не морским, а сухопутным путём доставляли в Тартесс.
В III тысячелетии до н. э. существовал высокоразвитый промысел по обработке янтаря на восточной окраине Балтики, на озёрах Любаннер в Литве. В этой местности было найдено большое количество незаконченных изделий, а один круглый диск с крестообразным узором даже оказался в Дании. Характерными изделиями этого тысячелетия являются простые гладкие диски, а также диски с крестообразными узорами.
Главным центром по импорту и изготовлению янтарных изделий был город Аквилея [хальштаттский период (по названию кладбища VII—V веков до н. э. в Австрии близ Зальцбурга), римский янтарь]. Популярностью пользовались кольца, богато украшенные фигурками Венеры и Купидона, в более поздний период — женскими головками со сложными причёсками. Здесь делали также небольшие туалетные сосуды, крышки которых тщательно вытачивали на токарном станке, чтобы они плотно закрывались. Италийские и римские изделия из янтаря легко различимы. Первые выполнялись в технике рельефа, причём гравировальные инструменты использовались только для изображения волос и черт лица. В римских изделиях во время правления Нерона стали использовать токарный станок и сверло, что позволило увеличить их количество. Токарный станок использовался не только для изготовления различных сосудов, но также и янтарных дисков для скипетров. При помощи сверла изображали зрачки глаз, ноздри и др.
В Древней Греции янтарь называли «электрум», и не отличали от этого металла. Янтарь применялся для курения в храмах и в производстве украшений.
Третий и четвёртый века отмечены расширением вывоза из региона Прибалтики бус из янтаря, наряду с бусами из стекла, горного хрусталя и сердолика. Бусы из янтаря особой формы, характерные только для IV века, изготавливали на острове Борнхольм, откуда их продавали в другие страны.
Первым небольшим городом в норманнской Европе можно считать Шлезвиг, основанный в 700 году н. э. Он отличался от предыдущих поселений наличием специализированных мастерских. Существовали особая мастерская по обработке янтаря, а также мастерские по золоту, бронзе и т. д. Там делали гладкие бусы, клиновидные подвески и кольца. С усилением влияния христианской церкви спрос на янтарь как материал для чёток вновь стал постепенно увеличиваться.

### Эпоха Возрождения

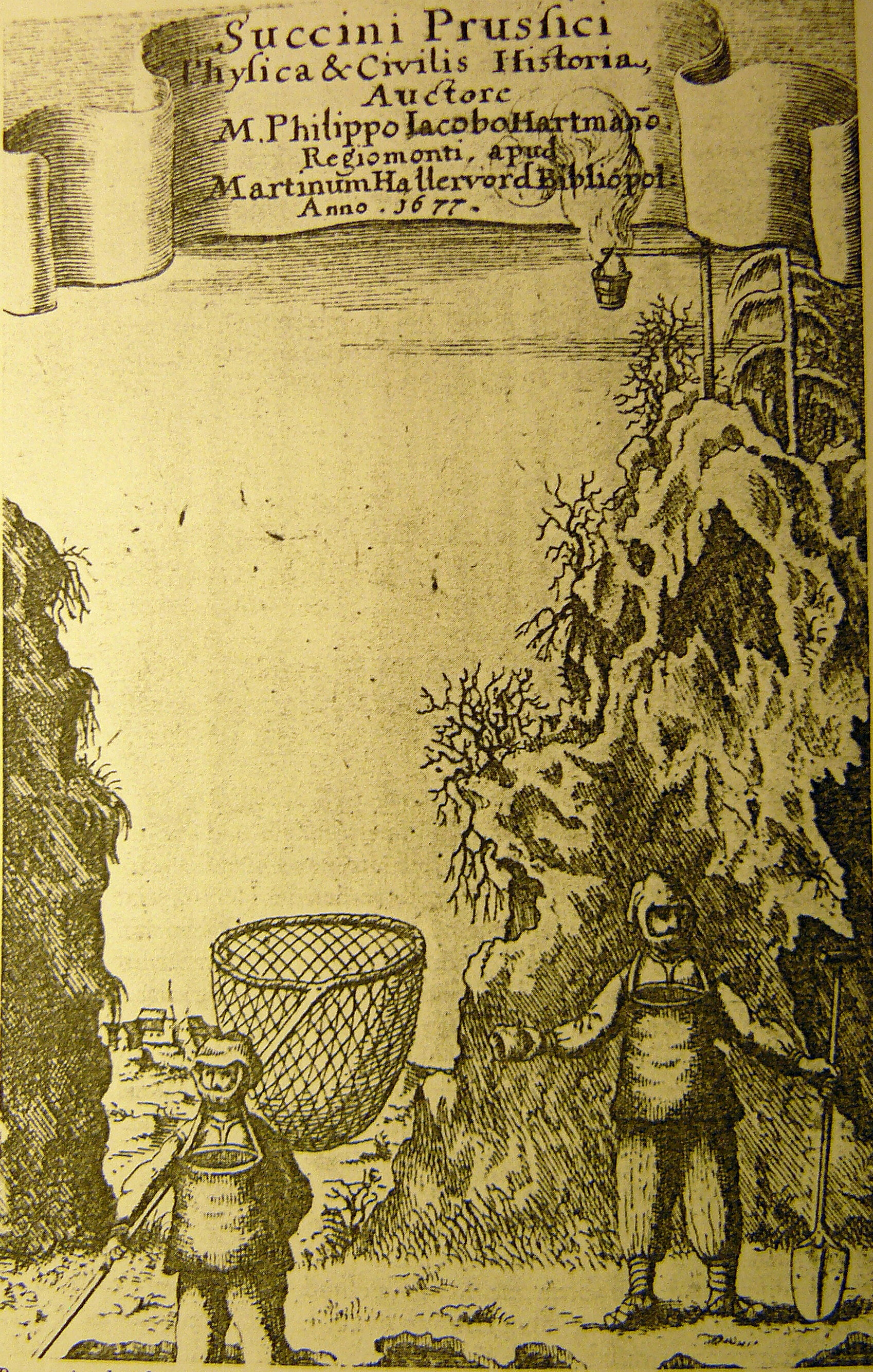
Возросший спрос на янтарь требовал увеличение его добычи. Камень стали не только собирать на берегу, но и ловить сачками в море. Использовали большие сачки на шести- или восьмиметровых шестах. Люди заходили в воду и вылавливали водоросли с запутавшимся в них янтарём. На берегу сачок вытряхивали, женщины и дети выбирали самоцветы. Во второй половине XVI века янтарь добывали черпанием и другими способами. Добытчики камня выходили на лодках в море и искали на дне между камнями скопления (в спокойной воде самоцвет хорошо заметен на глубине до 7 м). Европейская гравюра 1677 года из книги Philipp Jacob Hartmann «Succini prussici physica et civillis historia», изданной во Франкфурте.

Тевтонский орден завоевал земли пруссов на побережье Балтийского моря. Рыцари ввели в своих владениях строгий дисциплинарный кодекс (достоверные данные о регламенте добычи янтаря того времени можно найти в сборнике законов «Osterpussisches prowinzialrecht»), и хотя местному населению дозволялось собирать янтарь, его нельзя было хранить и обрабатывать на территории ордена. Янтарь следовало отправлять в специальные хранилища или цеха далеко от Балтики. Сбором янтаря долгое время занимались особые крепостные, а позже — союз немецких рыбаков. За сданный камень платили деньгами или солью. Это привело к тому, что на протяжении нескольких столетий в местах добычи янтаря отсутствовал надомный художественно-камнерезный промысел.
В 1467 году для северо-западных земель Польши были установлены привилегии на свободное собирание и выкапывание янтаря. Это оказало влияние на развитие янтарного промысла в Польше.
До конца XVI века большая часть янтаря использовалась для изготовления чёток и различных сосудов. Основными центрами по обработке янтаря были Брюгес и Любек. Считается также, что янтарь обрабатывали и в Вейсмаре, но письменных источников, подтверждающих это, нет. Ручки столовых приборов из янтаря делали в течение всей эпохи Возрождения. Изготавливали и гораздо более сложные предметы (рельефы, фигурки и др.). В Померании в XV веке был основан цех Столпа. В 1477 году в Данциге создали цех по обработке янтаря. Продолжалось производство чёток из янтаря (такие чётки часто встречаются на картинах этого времени), а также изготовление и более крупных изделий (рельефы, библейские сюжеты и символы).
В 1533 году герцог Пруссии, гроссмейстер Тевтонского ордена Альбрехт Гогенцоллерн, принявший лютеранство, передал право монопольно торговать балтийским янтарём Паулю Яски из Данцига, который начал развивать торговлю янтарём (но сохранил за собой права на весь белый янтарь побережья) по всей Северной Европе, включая такие города, как Кёнигсберг, Аугсбург, Бреслау, Любек, Антверпен и т. д. за исключением своего родного города. Иногда Яски продавал янтарь в цеха города Данцига, но взаимоотношения с ними не были дружественными.
В XVI веке основаны и другие цеха — в Кослине и Кольберге в Померании и в Эльбинге, но на передний план выдвинулся город Кёнигсберг, имевший развитые ювелирные традиции и пользовавшийся покровительством двора. Из-за высокой конкуренции с этим городом в середине 1580-х годов был создан Союз янтарных цехов, объединивший города Кольберг, Столп, Данциг и Эльбинг, с центром в Данциге. В Кёнигсберге впервые широко стали изготавливать предметы из янтаря нецерковного назначения, например, сосуды с крышками. Это были закрытые сосуды на тонких ножках с основанием из янтаря, украшенные круглыми янтарными «шишечками», подобные серебряным изделиям XVI века из Антверпена. Семья Яски имела крепкие деловые связи в Антверпене и сохраняла монополию торговли янтарём в районе Балтики с середины XVI века до середины XVII века. В 1580 году по всему побережью были построены виселицы, чтобы положить конец воровству янтаря.

### Древнерусское государство
Янтарь был в ходу в виде украшений и в Древней Руси. Находили археологи его в Новгороде. На Рязанской земле была найдена мастерская по обработке янтаря с сырьём и соответствующими инструментами.
При археологических исследованиях Новгорода обнаружено большое количество кусков необработанного янтаря, изделий, заготовок и их обломков, всего не менее 7000 единиц. Это говорит о широком использовании янтаря в Новгороде. По мнению ряда исследователей янтарь поступал в качестве сырья из Приднепровья и Прибалтики. Часть попавшего посредством торговли в Новгород янтаря шла как поделочный материал на нужды самих новгородцев, а часть шла на продажу через Волжскую Булгарию в Среднюю Азию и на Восток.
Новгородские ремесленники подвергали янтарь механической и, возможно, термической обработке. Применяли следующие технологические операции: сортировка, раскройка, шлифование, полировка и сверление, огранка, гравировка. Предположение о производстве янтарного лака в Новгороде также подтверждают археологические данные.
Изделия, пользовавшиеся спросом показывает классификация находок из янтаря, например, Неревского раскопа датируемых серединой X — серединой XV вв.: бусины, кресты тельники, перстни, прочие изделия (пуговицы, серьги, кулоны).
Янтарные бусы — самые распространённые изделия этого периода. По форме различают:
- круглые в продольном сечении (с середины X в. до середины XIV в.);
- эллипсоидные уплощённые (начало второй четверти XIII в. до начала второй четверти XV в.);
- бипирамидальные (третья четверть XIII в. до конца XIV в.);
- призматические (с середины второй четверти XIII в. до середины XV в.).

По форме лопаток и срединной части крестов в плане, их можно разделить на следующие типы:
- стилизованные или с криновидными концами;
- с прямоугольными концами (лопатками — с середины первой четверти XIV в. до середины XV в.);
- с расширяющимися концами (два периода распространения: с конца второй четверти до начала четвёртой четверти XIII в. и с начала четвёртой четверти XIV в. до конца первой четверти XV в.);
- срединно-выпуклые (с середины второй четверти XII в. до конца XIII в.).

Крайне редко мастера-янтарщики использовали имитационные операции для изменения цвета изделия, такие как «отпуск» и «осветление». Операцию «отжиг» они применяли в своей работе уже на рубеже X и XI веков, а «осветление» — с конца X века до конца первой четверти XIII века.

## Использование янтаря
Следующим по порядку среди предметов роскоши мы видим янтарь, изделия из которого, однако, пока пользуются спросом только у женщин

### В ювелирном деле и искусстве

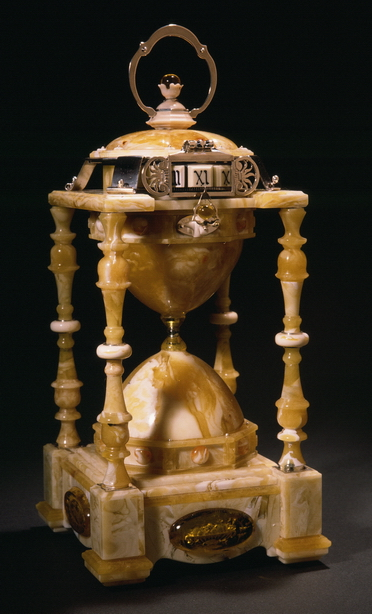
Механические часы с крутящимся циферблатом, в янтарном корпусе

Фигурка черепахи из бронзы и янтаря

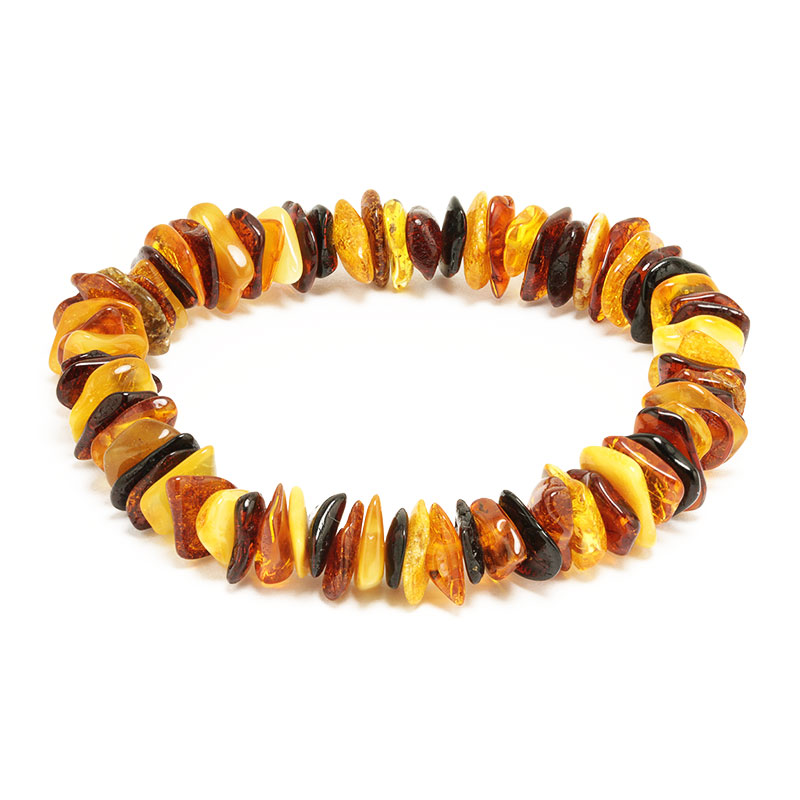
Браслет с янтарём

Янтарь издревле применялся для изготовления всевозможных украшений и предметов быта. Из янтаря делали не только носимые украшения, но и практичные предметы, такие как портсигары, пепельницы, шкатулки, ларцы и даже часы. Особое место в искусстве занимает знаменитая Янтарная комната.
После Второй мировой войны тайны мастерства создания крупных янтарных изделий в большинстве своём были утрачены. Возрождение этих традиций в прибалтийских странах пошло разными путями. В России также образовались различные художественные направления. Их условно можно разделить на две «школы» — санкт-петербургская и калининградская. Последняя появилась как итог многолетней самостоятельной практической работы с янтарём, при которой ценится, прежде всего, естественная красота солнечного камня.
Янтарь — хрупкий материал. Его обработка приводит к существенному уменьшению первичного размера и веса камней, что, в свою очередь, приводит к удорожанию ювелирного изделия.
В настоящее время существуют оригинальные технологии обработки для придания янтарю желаемых цвета и фактуры: осветление, каление, нагрев, химическая обработка, шлифовка, огранка, резьба по камню и другие. Особо стоит отметить также прессованный янтарь.
Осветление янтаря проходит в специальных автоклавах, где из янтаря выпаривается влага (примерно 5—10 %). Полупрозрачные и прозрачные камни держат под давлением в азоте при температуре 250 °С в течение 16 часов. Посредством осветления янтарь уплотняется, становится более прозрачным и менее хрупким, что благоприятно сказывается на его дальнейшей обработке, в том числе на сверлении (реже раскалывается).
Чтобы придать прозрачному янтарю более искрящуюся фактуру, применяют каление. В янтаре всегда присутствуют мельчайшие пузырьки воздуха, при калении в автоклаве они лопаются и образуют сверкающие линзы, диски или чешуйки.
Для изменения цвета янтаря применяют различные методы окисления (химический, термический). При окислении янтарь покрывается тонкой корочкой коричневого цвета. Окисление янтаря происходит не только искусственным способом, но и естественным — фотостарение. При лёгкой полировке корочка сохраняется, при шлифовке она снимется и янтарь становится таким, каким был от природы.
Если нагревать калёный янтарь, то получится тёмный камень с искорками. При нагреве янтаря до температуры 100—250 °С цвет прозрачного камня меняется со светло-жёлтого на более тёмный — вишнёвый. Нагревают янтарь только после осветления, иначе он разбухает и трескается.
При нагревании кусочки янтаря становятся очень пластичными. Это свойство используют при горячем прессовании, когда измельчённый в порошок натуральный янтарь рассыпают в пресс-формы. Под воздействием температуры и давления порошок превращается в вязкую массу. После охлаждения и затвердевания в фигурных формах получаются изделия из прессованного камня. Камень, полученный таким способом, носит название «амброид» (от англ. amber «янтарь»). Янтарный порошок может быть смешан с различными красителями, что даёт возможность получать яркие контрастные цвета (белый, чёрный, красный) и оттенки близкие к натуральным (полупрозрачный зеленоватый, вишнёвый). При прессовании вместе с янтарным порошком могут использоваться отшлифованные кусочки янтаря различных фракций для придания эффекта мозаичности. Изделия из прессованного янтаря не уступают по красоте изделиям из монолитных камней, однако могут стоить значительно дешевле.
Та или иная техника обработки янтаря может быть использована не только для раскрытия природной красоты камня, но и быть данью моде, или маскировать дефекты (слоистость, трещины, мутность).
В старину для придания необходимой чистоты и оттенка янтарь прогревали в мелком песке или соли, держали в печи, варили в меду, масле или жиру. Старинные семейные рецепты до сих пор используются как эксклюзивные при производстве ювелирных украшений в Прибалтике.
Достижения ювелиров в янтарной отрасли выставляются на различных торгово-выставочных площадках, таких как «Балтик-Экспо» в Калининграде (Россия), «Amber trip» в Вильнюсе (Литва).

### В России

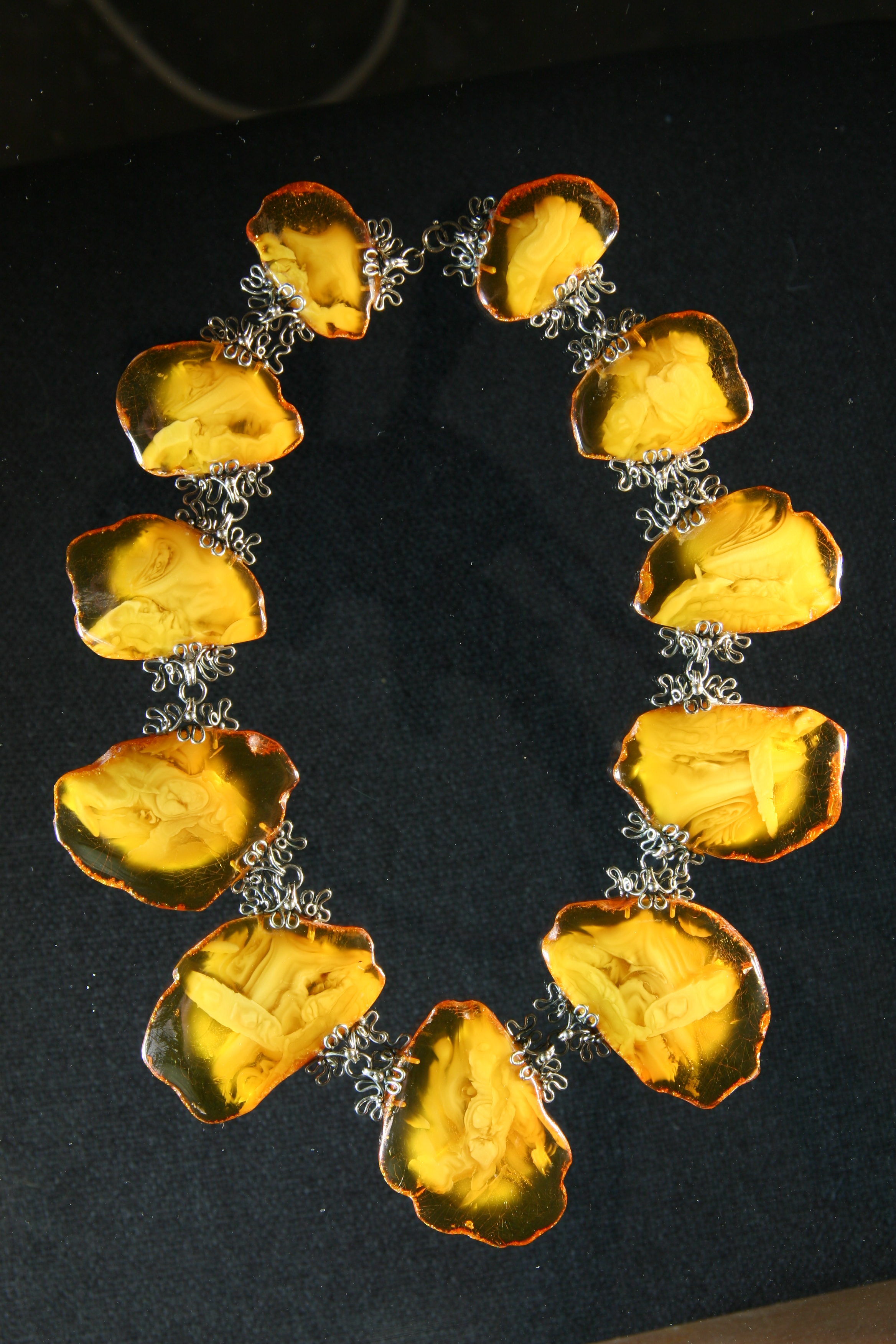
Ожерелье «Зимушка».
1982 г. Эдуард Корбах, главный художник (1991—1992) Калининградского янтарного комбината. Янтарь, металл. Длина — 47 см.

Зоя Костяшова, старший научный сотрудник Музея янтаря, писала об оригинальном калининградском стиле художественной обработки янтаря:

Ведущие калининградские ювелиры этой школы Э. Лис, Г. Лосец, Л. Серебрякова, Р. Бениславский, Ф. Красавцева, Л. Сахарова, Н. Жутикова идут в своих работах от камня. Богатая цветовая гамма, разнообразие форм и своеобразный рисунок янтаря становятся импульсом для продумывания и конструирования оправы, которая должна подчеркнуть естественную красоту самоцвета. При этом металлическое обрамление не утрачивает своего значения и помогает раскрыть замысел художника. Ещё одной особенностью калининградских ювелиров является активное использование в сочетании с янтарём самых разнообразных материалов: уральских самоцветов, жемчуга.

Начиная с 1960-х годов шагом вперёд послужил выпуск Калининградским янтарным комбинатом брошей из камней неправильной, естественной формы. В них металл не играет декоративной роли: это янтарь на заколке. Такие украшения не утомляют однообразием, так как каждый янтарь отличается от другого. Перестали считать браком интереснейшие янтари с инклюзиями (включениями), проявлено некоторое внимание к мелким янтарям. Например, ожерелья и браслеты из мелких шлифованных, но сохраняющих естественную форму самоцветных камешков, снизанных на нити.
Ещё одна особенность калининградских мастеров 1970-х годов — создание многокомплектных гарнитуров, в состав которых входили кулоны, колье, броши, кольца, серьги. Отдельное внимание стали уделять сувенирной продукции: сказочным персонажам, историческим композициям (например, комплект «Русь»), романтическим и др. Творческая группа комбината из ремесла превратила обработку янтаря в искусство. Чаще стали изготавливать изделия с металлической оправой, с резьбой. Увеличился ассортимент, изделия изготавливали с большим разнообразием и индивидуальными чертами.
В 1990-х годах мастера активно стали использовать янтарь в сочетании с золотом, серебром и мельхиором.
Прежде чем браться за янтарь, художник работает с пластилином, карандашом и бумагой — ищет формы. Иногда сам камень «подсказывает» тему.
- В Оружейной палате Московского Кремля хранится более тридцати изделий из янтаря: сосуды, шахматы, подсвечники, блюда, ларцы. Многие из них преподнесены русским царям правителями Пруссии[68].

### В промышленности
Мелкие зёрна, отходы ювелирного производства и загрязнённый некондиционный янтарь являются ценным химическим сырьём для производства янтарных кислот, масла и канифоли, применяющихся в парфюмерной, фармацевтической и лакокрасочной промышленности.
Янтарная кислота (двухосновная предельная карбоновая кислота) — вещество, впервые полученное в XVII веке методом перегонки янтаря. Поначалу использовалось в фармацевтике и парфюмерии, как стимулирующее процессы поступления кислорода в клетки и обладающее общеукрепляющими и восстанавливающими свойствами. Позже научились получать искусственную янтарную кислоту (как побочный продукт при производстве адипиновой кислоты или методом гидрирования малеинового ангидрида), что позволило значительно расширить сферы её применения: она применяется в пищевой промышленности, в растениеводстве, птицеводстве и животноводстве; в пищевой промышленности используется в качестве пищевой добавки E363.
Янтарный лак применяется для покрытия поверхностей других изоляторов (для увеличения поверхностного сопротивления). Иногда используется как связующее при изготовлении наждачной бумаги. Для изготовления лака янтарь (отходы производства) под давлением растворяют в бензоле при температуре 200 °C (при комнатной он не растворяется). Наносят лак на высушенные и слегка подогретые поверхности.
Янтарь является также исключительно хорошим электроизолятором. Его удельное электрическое сопротивление ρ = 1017 Ом·м,
а тангенс угла диэлектрических потерь tg δ =0,001. Конкурировать с янтарём может только фторопласт-4, у которого ρ = 1015—1018 Ом·м, tg δ ≤ 0,0001. Янтарные изоляторы применялись (особенно в 1960-е годы, до широкого внедрения фторопласта) в ионизационных камерах рентгенметров. Обычно применялся сплавленный янтарь — так называемый «амброид».

### В деревообработке
Янтарный лак применяли как средство консервации древесины. Например, покрывали днища кораблей, мебель, деки музыкальных инструментов. Скрипки знаменитых мастеров Амати и Страдивари обработаны янтарным лаком и сохранили свою певучесть до нынешнего времени.

## Имитация, подделка и фальсификация янтаря

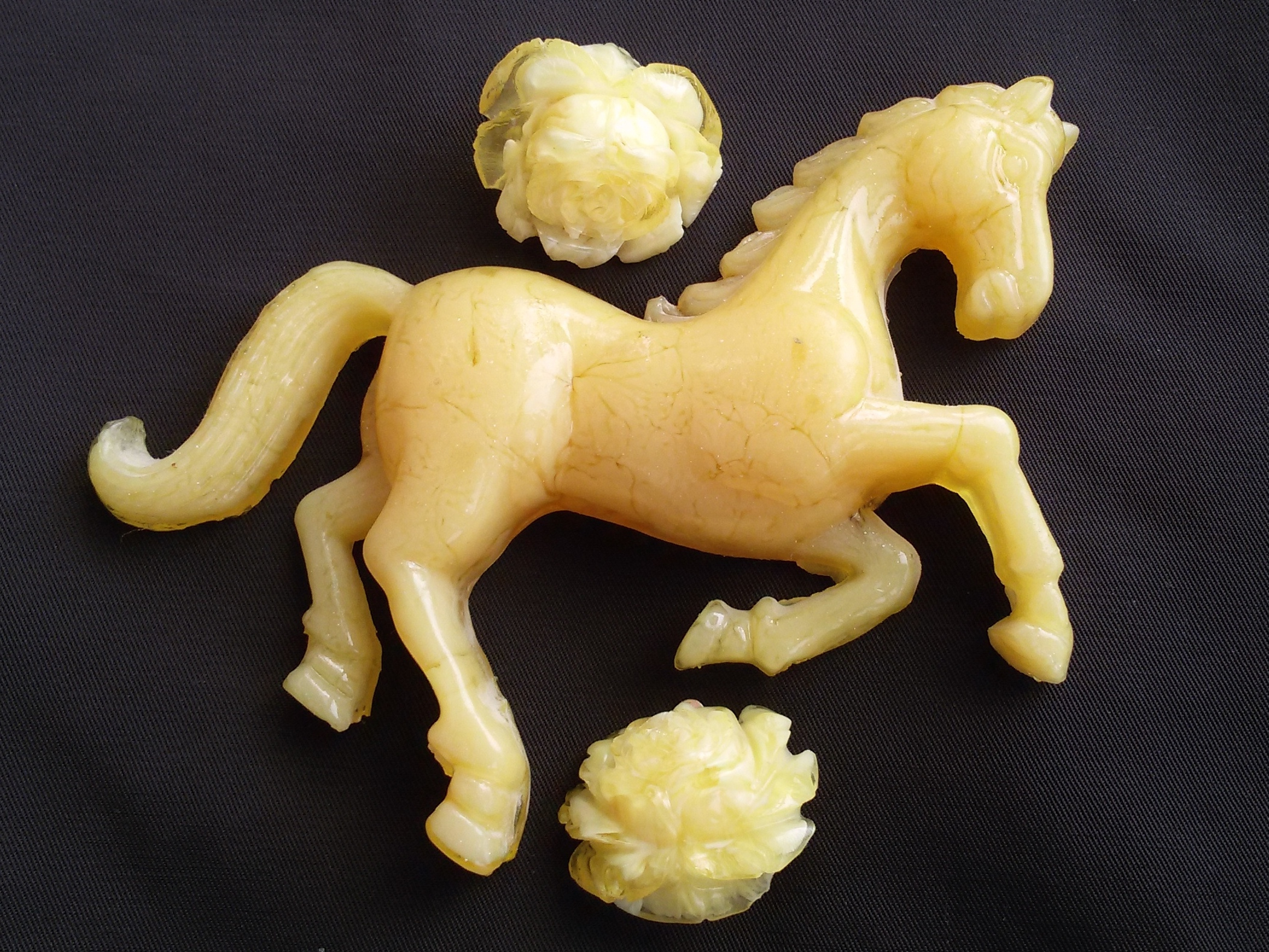
Имитация янтаря из пластмассы и янтарной пыли

С развитием научно-технического прогресса появилась возможность более рационально использовать янтарное сырьё. При этом существует различие между подделкой и глубокой переработкой янтаря с применением инновационных технологий. Добросовестные переработчики не скрывают происхождения камня и способа его обработки (переработки), в отличие от мошенников, выдающих изделия из отходов производства за высококачественный натуральный янтарь.
Прессованный янтарь изготавливается из 100 % натурального сырья, имитации и фальсификации янтаря — из материалов, имеющих минимальное содержание янтарного сырья или без него.
Большое распространение приобрели имитации янтаря из эпоксидной смолы, в которые нередко вводят какое-нибудь «ископаемое» насекомое.
В настоящее время существует множество пластмасс, которые очень хорошо воспроизводят основные свойства натурального янтаря.
На рынке часто предлагается бернит — вид искусственного «плавленого» янтаря из различных смол. Бернит состоит из полиэфирных смол с содержанием янтаря до 5 % или даже без него, имитирующих структуру калёного янтаря и полученных с применением технологии «микровзрыва» для создания декоративных внутренних трещин.
Некоторые имитации янтаря можно отличить визуально по своеобразным подтёкам смолы, образующим «капиллярную сетку». В шлифованных изделиях отличить подделку можно через годы, имитация не меняет цвет так, как меняет его натуральный (даже прессованный) янтарь.
Кроме того, существуют технологии подделки инклюзов, когда насекомое или даже ящерица запрессовывается или запекается в специально подготовленную янтарную массу. Отличить такую подделку могут только профессионалы.

### Имитации из натуральных смол
Современные смолы, используемые для имитации янтаря:
- Смола каури (маори капиа) из деревьев Агатис южный (лат. Agathis australis, лат. Dammara australis), Новая Зеландия. Другие виды этого дерева встречаются на островах Фиджи, Новые Гебриды и в Австралии. Самая древняя смола каури, встречающаяся на этих островах, относится к миоцену[73].
- Копалы (полуископаемые, естественные современные смолы), образованны главным образом покрытосеменными растениями: бобовыми, цезальпиниевыми, диптерокарповыми[74]. Африканские и американские (Колумбия) копалы из семейства бобовых деревьев (род лат. Hymenaea), образуют янтарь доминиканского или мексиканского типа (I класс ископаемых смол). Копалы из Манилии (Индонезия) и Новой Зеландии из деревьев рода Агатис (лат. Agathis), семейство Араукариевые (лат. Araucariaceae). Поверхность покрыта белым налётом.
- Другие ископаемые смолы: бурмит в Бирме, румэнит или румынский янтарь («метаморфизованный янтарь» с зеленовато-чёрным цветом, есть «перламутровая» разновидность) из Карпат (например, рудник в районе Колти, близ Бузеу, Румыния), симетит на Сицилии.
- Другие естественные смолы: сандарак из Северной Африки, выделяется корой дерева Тетраклинис (лат. Tetraclinis articulata), настоящий сандарак образует обыкновенный можжевельник, и иногда его называют можжевеловой смолой); природный лак или шеллак, продукт жизнедеятельности насекомого лат. Kerria lacca (лат. Coccus lacca); мастика из Мастикового дерева (лат. Pistacia lentiscus); канифоль (смола современных сосен, выделяют путём перегонки из живицы); ладан из благородной пихты (лат. Abies alba), библейский ладан представлял собой смолу дерева Босвеллия пильчатая (лат. Boswellia serrata); мирра (смола дерева Коммифора (лат. Commiphora), которое растёт на Аравийском полуострове и в Турции)[75].
- Даммар (даммарова смола) получают из нескольких разных видов деревьев, растущих в Малайзии, Папуа-Новой Гвинеи и на островах Тихого океана, но главным образом из дерева Агатис даммара (лат. Dammara orientalis, которое сейчас называют (лат. Agathis dammara). Такие смолы типа манильского копала мягче африканского копала, и из них получается лак более низкого качества[76].
- Лаки: янтарный лак (канифоль + янтарь + скипидарное и льняное масло), геданит (хрупкий или незрелый янтарь, используется как декоративный материал), глессит (от др. эст. Glessum[77] — янтарь, но более твёрдый чем сукцинит), стантьенит (по имени предпринимателя XIX века, одного из владельцев компании Stantien and Becker — тёмно-коричневая или чёрная смола, не содержащая янтарной кислоты, напоминает кокс), беккерит (тускло-коричневая матовая окраска)[78].

### Имитации из пластических материалов
Широко распространены имитации из пластмасс др. материалов:
- Стекло (окрашенное, неорганический материал) и др. керамические материалы[80].
- Целлулоид (легко воспламеняется и взрывоопасен).
- Нитроцеллюлоза (c 1833 г.[81] — продукт обработки целлюлозы нитрирующей смесью[82].
- Ацетилцеллюлоза (в настоящее время не используется).
- Галалит или «искусственный рог» (основное производство в Польше, продукт конденсации казеина и формальдегида); другие торговые наименования: алладинит, эриноид, лактоид[81].
- Казеин — сложный белок, образующийся из предшественника казеина — казеиногена. Применяется также для производства красок, клеев, пластмасс и искусственных пищевых продуктов.
- Резолан (фенольные смолы или фенопласты, вызывают раздражение слизистой оболочки, воспалительные процессы на коже, имеют канцерогенные свойства), не используется в настоящее время.
- Бакелит (фенольная смола, резол) — синтетический термоактивный полимер, образующийся на начальной стадии синтеза феноло-формальдегидной смолы[82]. Ложное название «африканский янтарь». Механическую прочность бакелита увеличивали с помощью асбеста. Применяется как электроизоляционный материал.
- Карбамидные смолы — меламиновые, формальдегидные и мочевино-формальдегидные смолы. Применяются также для изготовления одноразовой посуды, красителей, в медицине.
- Эпоксидный новолак (фенольная смола), неофициальное название «античный янтарь», не используется в настоящее время.
- Сложные полиэфиры (полиэстеры), «польская имитация янтаря» со стиролом (может вызывать рак губы при использовании наконечников к трубкам). Например, насыщенные полиэфирные смолы — полималы производства химической фабрики «Organika»[пол.] в Сарзыне[пол.], Польша; эстромал фирмы «Laminopol». В 1960—1980 гг. в полиэфирную смолу иногда добавляли крупинки натурального янтаря — продукт назывался полиберн или «склееный» янтарь. «Африканский янтарь» (возможно и название синакрил) — полиэфир, производства фирмы «Reichhold». Стирезол или алкидная смола (использовался в России, патент Reichhold Inc., 1948[83]). Использование в производстве эфиров фталиевой кислоты оказывают негативное воздействие на здоровье человека.
- Полиэтилен (редко).
- Эпоксидные смолы.
- Полистирол и полистиролоподобные полимеры (виниловые полимеры)[84].
- Акриловые смолы[85] (виниловый полимер), особенно полиметилметакрилат, ПММА (торговая марка плексиглас, метаплекс и др.).

Специалисты рассматривают возможность получение полимеров из некоторых растений. Биотехнологические методы ДНК-рекомбинации могут сделать возможным проектирование растения для производства запланированного вида полимерного материала.
Имитацией не является прессованный «реконструированный» мелкий янтарь (считался отходами при разработке янтарных месторождений), так как сырьё является натуральным и после переработки сохраняет многие качества янтаря-сырца, включая аромат (он ещё более интенсивный, чем до прессования). По мнению К. Андре, прессованный янтарь имеет такие отчётливые признаки, как параллельное расположение слоёв и неправильную форму пузырьков воздуха, вызванных направленным вертикальным давлением.

## В искусстве